# Moretus (hố)

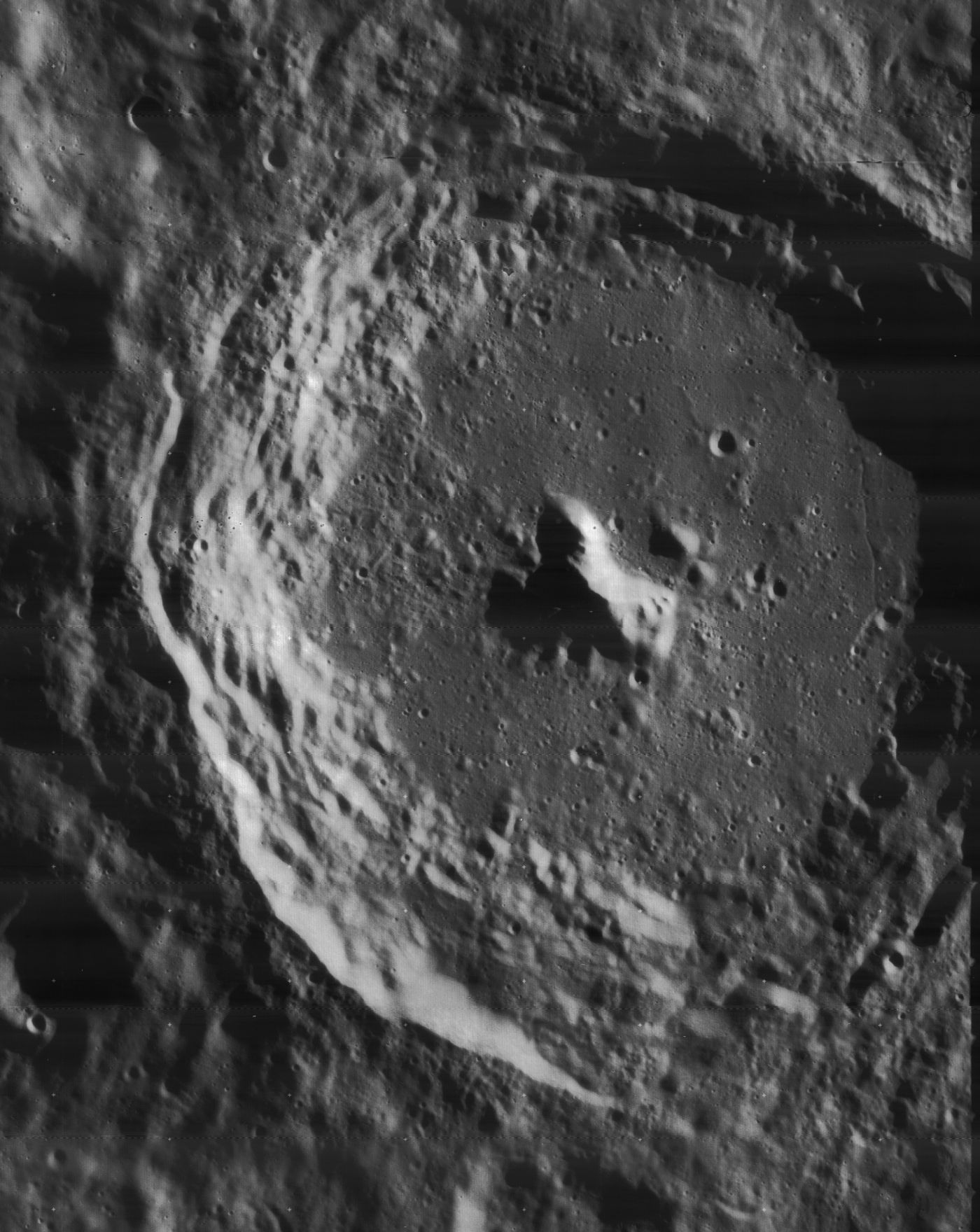
Hình từ Lunar Orbiter 4.

Moretus là một hố Mặt Trăng (hố va chạm) nằm ở vùng cao gần nam cực của Mặt Trăng.
Về phía nam của Moretus là hố Short, trong khi về phía bắc là hố Cysatus. Tiếp giáp ở phía tây bắc là hố Gruemberger, và hố Curtius nằm về phía đông bắc. Bởi vì vị trí của hố nằm ở rìa của Mặt Trăng, hố xuất hiện hình thuôn bởi vì sự phóng đại.  Hố được đặt tên theo sau nhà toán học và hình học người Flemish thế kỷ 17 Theodorus Moretus.
Vành của hố rộng, có bậc thang ở phía tường trong, và một sườn ngoài phức hợp. Thềm hố có vài chỗ trở lại bề mặt sau khi bị chôn vùi và tương đối bằng phẳng. Ở giữa là một dải núi địa chất trung tâm có chiều cao khoảng 2,1 km trên thềm hố xung quanh.

## Hố vệ tinh
Theo quy ước, những tính chất này được xác định trên bản đồ bằng cách đặt từng chữ cái là tâm của các hố vệ tinh gần với Moretus nhất.
| Moretus | Vĩ độ   | Kinh độ | Đường kính |
| ------- | ------- | ------- | ---------- |
| A       | 70.4° N | 13.8° T | 32 km      |
| C       | 72.6° N | 11.2° T | 17 km      |